# Panamerikanische Spiele 2019/Badminton
Badminton wurde bei den Panamerikanischen Spielen 2019 in Lima in Peru vom 29. Juli bis zum 2. August gespielt.

## Medaillengewinner
| Disziplin    | Gold                            | Silber                  | Bronze                             |
| ------------ | ------------------------------- | ----------------------- | ---------------------------------- |
| Herreneinzel | Ygor Coelho                     | Brian Yang              | Jason Ho-Shue                      |
| Herreneinzel | Ygor Coelho                     | Brian Yang              | Kevin Cordón                       |
| Dameneinzel  | Michelle Li                     | Rachel Honderich        | Iris Wang                          |
| Dameneinzel  | Michelle Li                     | Rachel Honderich        | Nikte Sotomayor                    |
| Herrendoppel | Jason Ho-Shue Nyl Yakura        | Phillip Chew Ryan Chew  | Osleni Guerrero Leodannis Martínez |
| Herrendoppel | Jason Ho-Shue Nyl Yakura        | Phillip Chew Ryan Chew  | Fabrício Farias Francielton Farias |
| Damendoppel  | Rachel Honderich Kristen Tsai   | Kuei Ya Chen Jamie Hsu  | Tamires Santos Fabiana Silva       |
| Damendoppel  | Rachel Honderich Kristen Tsai   | Kuei Ya Chen Jamie Hsu  | Jaqueline Lima Sâmia Lima          |
| Mixed        | Joshua Hurlburt-Yu Josephine Wu | Nyl Yakura Kristen Tsai | Fabrício Farias Jaqueline Lima     |
| Mixed        | Joshua Hurlburt-Yu Josephine Wu | Nyl Yakura Kristen Tsai | Howard Shu Paula Obanana           |